# Jan Nepomuk Maýr
Jan Nepomuk Maýr (de vegades escrit Mayer, Mayer, o Meyer) (Mělník, 17 de febrer de 1818 - Praga, 25 d'octubre de 1888) va ser un tenor, director d'òpera, director d'orquestra, compositor i professor de música txec. Avui dia és recordat sobretot pel primer director del Teatre Provisional de Praga i haver treballat al costat d'Antonín Dvořák.

## Biografia
Nascut a Mělník, Maýr va començar la seva carrera treballant com a cantant d'òpera al teatre d'òpera de Klagenfurt l'any 1839. De 1842 a 1844 va treballar en diversos teatres de Praga, després de la qual cosa es va comprometre a l'òpera de Darmstadt de 1844 a 1846. A instàncies de František Ladislav Rieger, va tornar a Praga el 1846 per convertir-se en cantant principal del Teatre dels Estats. El seu cant va ser elogiat pel públic txec, però es va trobar que la seva interpretació era mancada. Finalment, va ser nomenat mestre de cor del teatre al començament de la temporada 1848–1849.
El 1851 Mayr ja no actuava en papers d'òpera, però ara treballava com a director d'una sèrie de grups musicals diferents a Praga; incloent-hi cors de diverses catedrals de la ciutat (com la Basílica de la Mare de Déu de les Neus). Va deixar la seva posició de mestre de cor al Estates Teatre dels Estats el 1853 per centrar-se en la seva carrera com a director. Va guanyar una gran reputació a Praga per la seva direcció de música sacra durant la dècada de 1850. El 1854 va ser nomenat professor de cant al Conservatori de Praga.
A la tardor de 1862, Mayr va ser nomenat primer director/director principal del Teatre Provisional, per a la decepció de Bedřich Smetana, que havia esperat el mateix càrrec. El teatre es va inaugurar el 18 de novembre de 1862, amb una representació del tràgic drama de Vítězslav Hálek King Vakusin. Com que en aquell moment no hi havia cap òpera txeca considerada adequada, la primera òpera representada al teatre, el 20 de novembre de 1862, va ser Les Deux Journées de Cherubini. Durant el primer any més o menys de la seva vida, el Teatre Provisional va alternar òpera amb obres de teatre directes diàriament, però des de principis de 1864 es van oferir representacions d'òpera diàriament.
Mayr va romandre al Teatre Provisional fins al setembre de 1866; el seu mandat va estar marcat per una rivalitat professional amb Smetana, que va criticar el conservadorisme del teatre i l'incompliment de la seva missió de promoure l'òpera txeca. Mayr va prendre represàlies negant-se a dirigir Braniboři v Čechách de Smetana. Un canvi en la gestió del teatre l'any 1866 va portar a l'eliminació de Mayr i la substitució per Smetana. Va continuar actiu com a director d'orquestra a Praga fins a la seva mort a aquella ciutat el 1888. Mayr també va produir algunes composicions musicals. La major part de la seva producció va ser en música sacra, però també va escriure dues òperes:Horymír i Jaromír, vojvoda český.